# Илларионов, Владимир Иванович

Владимир Иванович Илларионов (26 мая 1950, Ленинград, РСФСР — 25 февраля 2017, Санкт-Петербург, Российская Федерация) — первый чемпион СССР по карате в абсолютной категории (1981 год). Президент региональной всестилевой федерации боевых искусств Санкт-Петербурга и Ленинградской области, президент Евроазиатской Будо-академии (2011 год).

## Биография
В 1967 году поступил на филологический факультет Ленинградского государственного университета. Там он изучал иностранные языки. Имея возможность поступить на аспирантуру, тем не менее, перешёл на работу в районный комитет комсомола. Именно в университете он начал заниматься самбо и дзюдо, но эти виды спорта его не могли впечатлить, так как не давали в должной мере возможности для самореализации, а также не удовлетворяли философским изысканиям Илларионова. В то время карате только начало появляться, единственное понятие в то время об этом виде единоборств можно было получить из кинофильма «Гений дзюдо», где главный герой сражается с тронувшимся умом мастером карате.
Его первым учителем в карате стал лаосский мастер Нэко-рю каратэ-До Сисомванг Лангсоо Сирисуп, или просто Ванг, обучение длилось с 1971 года по 1974. Ванг называл свой стиль «Школой кошки», хотя, многие эксперты сходились во мнении, что это смешение традиционных стилей. В конце 1970-х по рекомендации Александра Гончарова стал учеником конголезского мастера Клеманта Яндома и вьетнамского мастера Хоан Винь Занга. Уже через полгода оба мастера называли его своим лучшим учеником.
В 1975 году Илларионов организовал группу единомышленников и начал преподавать карате. Чуть позже он стал членом комиссии при спортивном комитете, а после легализации карате в 1978 году возглавил аттестационную комиссию Ленинграда и Ленинградской области. Следующим шагом стало его назначение старшим тренером сборной Ленинграда (1980—1982), но помимо тренерской работы он сам выступал на всесоюзных соревнованиях.
На первом чемпионате СССР 1981 года первенствовал в абсолютной категории, а его ученики завоевали 4 золотых медали, заняв первое место в командном зачете.
В мае 1984 года приказом Спорткомитета СССР карате было запрещено на всей территории Советского Союза как не имеющий отношение к спорту рукопашный бой, культивирующий жестокость и насилие. Возможными основаниями для запрета были либо неприятие карате из-за его идеологически чуждой философии, либо стремление утвердить монополию правоохранительных органов на силовые виды спорта.
Продолжавший занятия запрещённым видом спорта, Владимр Илларионов был осуждён, находился в заключении.
Возобновить преподавание он смог лишь в середине 1980-х годов, когда запрет на карате был неофициально снят.
В фильме «Русский транзит» (1994) сыграл тренера по карате Володю Ларина.
Мастер спорта СССР по карате.
Похоронен на Северном кладбище Санкт-Петербурга.